# Pazdury (Tatry)

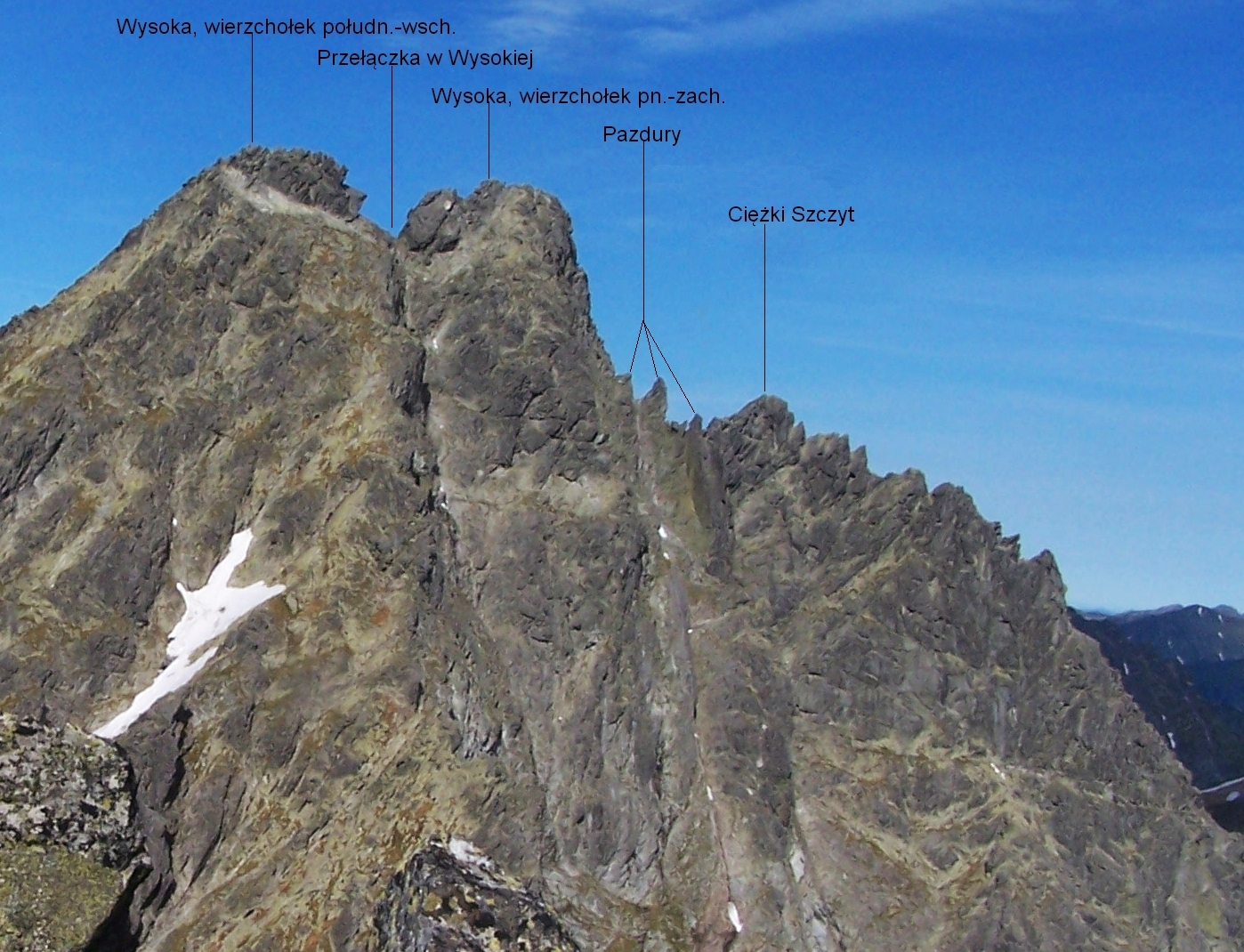
Widok z Ganku

Pazdury – trzy turniczki w północno-zachodnich, opadających do Przełęczy pod Wysoką ścianach Wysokiej w słowackich Tatrach Wysokich. Mają kształt igieł skalnych. Są to: Wyżni Pazdur, Pośredni Pazdur i Niżni Pazdur. Wyżni Pazdur (2509 m n.p.m., wysokość względna 8 m) znajduje się blisko przełęczy, w grani głównej. Dwa pozostałe znajdują się po północnej stronie grani, w ścianie Wysokiej.
Nazwa jest ludowego pochodzenia, oznacza pazury i dobrze oddaje ich kształt. Na Podhalu pazdurami nazywano nie tylko pazury (np. ptaków drapieżnych), ale także architektoniczne ozdobniki na dachu o kształcie bardzo podobnym do turniczek Pazdury.
Pazdury są szczególnie dobrze widoczne z okolic Zmarzłego Stawu w Dolinie Ciężkiej. Z dołu jednak trudno ustalić, czy znajdują się one w grani głównej, czy w ścianie. W przewodnikach tatrzańskich poszczególne turniczki są bezimienne. Janusz Chmielowski i Mieczysław Świerz w 3 tomie przewodnika szczegółowego z 1926 r. tylko wzmiankują Pazdury jako grań w sąsiedztwie Przełączki pod Kogutkiem, podobnie cytujący ich Witold Henryk Paryski. Według Władysława Cywińskiego jest to błędne określenie i świadczy o tym, że autorzy ci nie byli w tym terenie. Ani Ivan Bohuš, ani Arno Puškáš (wybitni słowaccy znawcy Tatr) nie podają nazwy Pazdury, natomiast w języku słowackim występuje nazwa Dracie Pazuriky (smocze pazurki), ale dotyczy obiektu w Smoczej Grani. 
Pierwsze wejście na Wyżni i Pośredni Pazur – Piotr Gruszka, Bogdan Zięba. Oni także jako pierwsi dokładnie opisali ich topografię, toponimię i są autorami nazw turniczek. Taternicy pokonujący odcinek grani między Przełęczą pod Wysoką a szczytem Wysokiej mogą łatwo ominąć Wyżni Pazdur obejściem po stronie Dolinki Smoczej.
Tzw. droga przez Pazdury – jedna z najłatwiejszych dróg prowadzących na Wysoką – nie ma związku z turniczkami, a jedynie z określeniem Pazdury na okolice Przełączki pod Kogutkiem, którą przekracza.